# Tunnel Oberau
Der Tunnel Oberau ist ein Straßentunnel, der die Hauptdurchgangsstraße der Gemeinde Oberau im oberbayerischen Landkreis Garmisch-Partenkirchen entlastet. Damit wird dem hohen Verkehrsaufkommen auf der Bundesstraße 2 zwischen dem Ende der Bundesautobahn 95 bei Eschenlohe und der vierspurigen Umfahrung um Farchant begegnet.

## Problemsituation
Die durchschnittliche Verkehrsbelastung auf der Bundesstraße 2 im Bereich von Oberau beläuft sich auf 26.000 Kraftfahrzeuge pro Tag. Die Spitzenbelastungen an den Wochenenden liegen mit bis zu 45.000 Fahrzeugen pro Tag noch deutlich darüber. Dies führte bisher vor allem an den Skifahrer-Wochenenden und während der Ferienreisezeiten zu häufigen und langen Stauungen. An der B 2 sind bislang innerhalb von Oberau zahlreiche Wohnhäuser unmittelbar von diesem hohen Verkehrsaufkommen betroffen gewesen.

## Geschichte
Die ältesten Planungen für eine Ortsumfahrung von Oberau reichen bis in die 1970er Jahre zurück. Die Verkehrsbelastung für die Ortsdurchfahrt hatte sich weiter verschärft, nachdem 1982 die Autobahn 95 bis Eschenlohe fertiggestellt worden war. Die Realisierung des Tunnel-Projekts geht maßgeblich auf das Engagement der Bürgerinitiative zur Verkehrsentlastung Oberau (VEO) zurück. Diese hatte für den Tunnel und die Umfahrung über 15 Jahre lang gekämpft.
Das Planfeststellungsverfahren wurde von der Regierung von Oberbayern am 11. Februar 2010 abgeschlossen. Die Finanzierungsfreigabe seitens des Bundesverkehrsministeriums erfolgte im Juli 2014.

## Konzeption
Mit dem vierstreifigen Neubau der Ortsumfahrung Oberau wird, zusammen mit dem geplanten vierstreifigen Ausbau zwischen dem Autobahnende bei Eschenlohe und Oberau (Auerbergtunnel) sowie der bereits vorhandenen vierstreifigen Umfahrung Farchant (Tunnel Farchant), die Bundesautobahn 95 faktisch in Form einer Kraftfahrstraße (B 2 neu) bis an die Ortsgrenze von Garmisch-Partenkirchen herangeführt. Im weiteren Verlauf der Straße soll die Entlastung der Ortsdurchfahrten der Ortsteile Garmisch und Partenkirchen durch zwei weitere Tunnel (Kramertunnel = B 23 neu für Garmisch sowie Wanktunnel = B 2 neu für Partenkirchen) realisiert werden.
Die insgesamt 4,2 km lange Umfahrung von Oberau beginnt im Norden mit einer Anschlussstelle, an der künftig die Bundesstraße 23 angebunden werden soll. Dazu wird die B 23 verlegt. Sie soll ab der Spitzkehre (Ettaler Bergstraße) nahe dem Oberauer Schwimmbad oberirdisch in Richtung Nordosten entlang des Hangs bis zu der neuen Anschlussstelle Oberau-Nord geführt werden. Unmittelbar an die Anschlussstelle Oberau-Nord schließt südwestlich der zweiröhrige Tunnel an, der den Ort im Westen um- und unterfährt. Die Trasse kommt im Süden von Oberau wieder an die Oberfläche und schließt an das ausgebaute Teilstück der B 2 bei Farchant an. Hier liegt die neue Anschlussstelle Oberau-Süd, ein Halbanschluss mit den Fahrbeziehungen von Garmisch-Partenkirchen nach Oberau und umgekehrt.
Beide Röhren (je eine pro Fahrtrichtung) weisen jeweils zwei Fahrstreifen mit beidseitigen Notgehwegen auf. Die Fahrbahnbreite beträgt 7,5 Meter. Während die nördlichen 140 Meter des Tunnels als Rechteckquerschnitt in offener Bauweise erstellt wurden, weist der daran anschließende 2,8 km lange südliche Tunnelbereich einen Gewölbequerschnitt auf, der weitgehend in bergmännischer Bauweise hergestellt wurde. Der Achsabstand der beiden Röhren beträgt im Regelbereich 40 Meter. Diese sind im Abstand von maximal 300 Meter mit insgesamt fünf begehbaren und fünf befahrbaren Rettungsquerschlägen verbunden. Gegenüber den befahrbaren Querschlägen sind an den Tunnelaußenseiten 40 Meter lange Pannenbuchten angeordnet. Im Abstand von maximal 150 Meter befinden sich jeweils Notrufstationen, die in die Tunnelaußenwände integriert sind. Die Beschleunigungs- und Verzögerungsstreifen der Anschlussstelle Oberau-Nord reichen rund 200 Meter in den Tunnel hinein und erforderten in diesem Bereich die Aufweitung des Tunnelquerschnittes um 3,5 Meter je Röhre.
Die Weströhre des Tunnels weist eine Länge von 2971 m, die Oströhre eine Länge von 2910 m auf.

## Bauphase

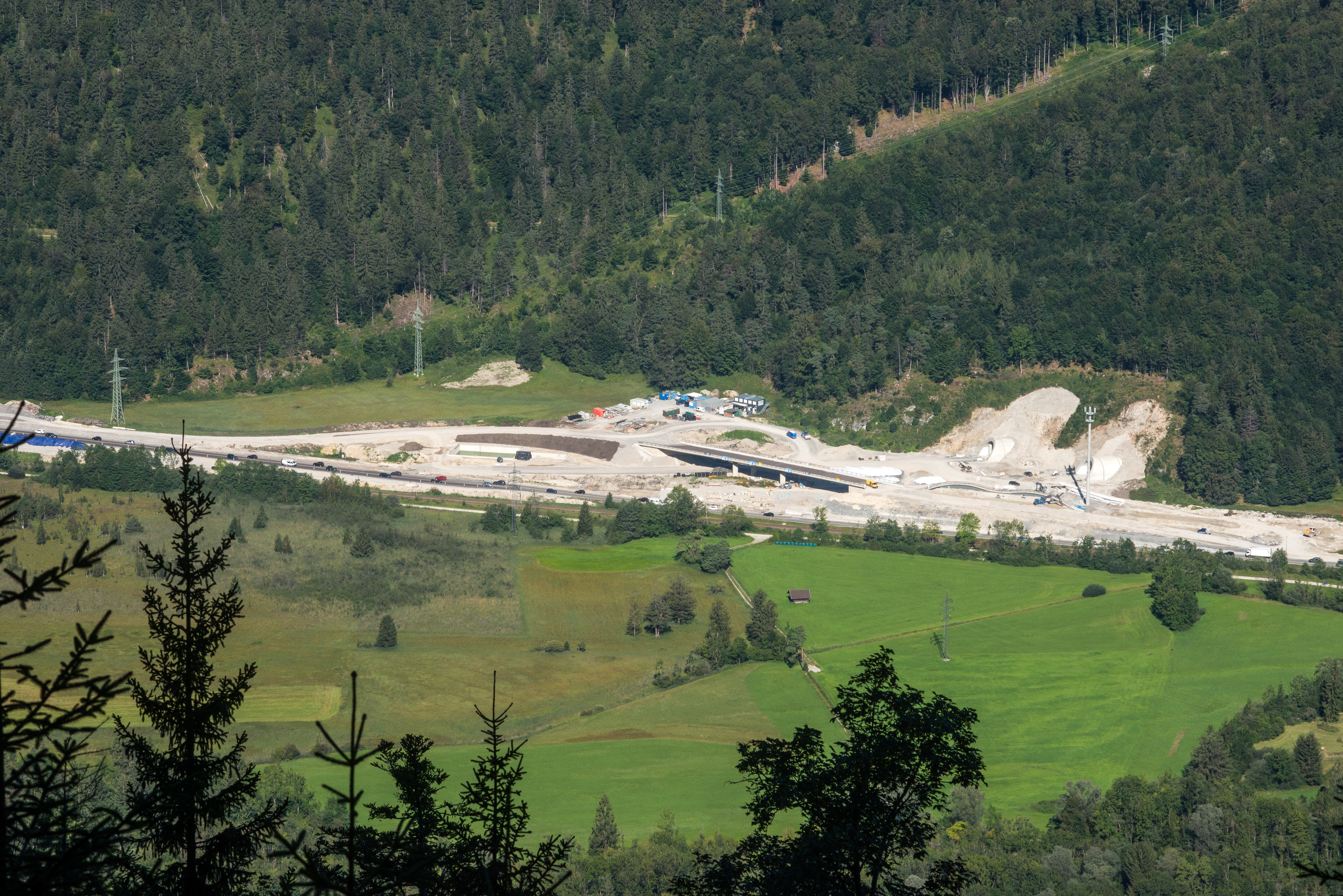
Südportal während der Bauphase

Bereits Ende 2011 wurde mit den Vorarbeiten zur Sanierung der ehemaligen Mülldeponie im Bereich der neuen Anschlussstelle Oberau-Nord begonnen. Der offizielle Baubeginn für den Tunnel war am 1. September 2015. Am 25. November 2017 erfolgte der Durchschlag der Weströhre, am 19. Dezember 2017 der Durchschlag der Oströhre.
Die Rohbauarbeiten wurden Mitte 2020 abgeschlossen. Anschließend wurden die Arbeiten für die betriebstechnische Ausstattung des Tunnels ausgeführt. Parallel zum Tunnelbau erfolgte ab 2018 die Erstellung der für den Tunnelbetrieb erforderlichen Betriebsgebäude Nord und Süd sowie der Strecken- und Brückenbau für die beiden neuen Anschlussstellen und die Anbindung an die bestehende B 2.
Zur Erkundung der Gebirgsverhältnisse wurden im Zuge der Tunnelplanung umfangreiche Gebirgsaufschlüsse erstellt. Die Randbedingungen bezüglich der Geologie und Hydrologie sind sehr unterschiedlich. Der südliche und der nördliche Teil des Tunnels liegen weitgehend im gering wasserdurchlässigen Festgestein (Kalk- und Dolomitgestein). Der Tunnel ist dort vom Gebirge bis zu 120 Meter überdeckt.
Im mittleren Bereich unterfährt der Tunnel mit einer minimalen Überdeckung von nur sieben Metern stark wasserdurchlässige Lockergesteinsschichten (Schotter)
im Gießenbachtal. Neben den sich daraus ergebenden erschwerten Vortriebsbedingungen bestand dort die Gefahr, dass der Grundwasserspiegel bei Starkregenereignissen sprunghaft und zum Teil über die Ausbruchssohle ansteigt. Zur Absicherung der Baustelle vor Überflutung waren deshalb massive Wasserhaltungsarbeiten mittels gebohrter Brunnen notwendig, die von der Geländeoberfläche aus bis in eine Tiefe von 45 Meter vorangetrieben wurden.
Den Zuschlag für die Bauausführung erhielt der Schweizer Baukonzern Marti Holding AG.

## Trivia
Der Tunnel Oberau ist einer der zehn längsten Straßentunnel in Deutschland und wird bis zur Fertigstellung des Kramertunnels der längste Straßentunnel in Bayern sein.
Die frühere Biathletin Magdalena Neuner hatte für die Bauzeit die Patenschaft für den Tunnel übernommen.